# Xorides hirtus
Xorides hirtus är en stekelart som beskrevs av Liu och Mao-Ling Sheng 1998. Xorides hirtus ingår i släktet Xorides och familjen brokparasitsteklar. Inga underarter finns listade i Catalogue of Life.